# Carlos López Buchardo
Carlos López Buchardo (ur. 12 października 1881 w Buenos Aires, zm. 21 kwietnia 1948 tamże) – argentyński kompozytor.

## Życiorys
Uczył się w konserwatorium w Buenos Aires u Héctora Belluciego (skrzypce), Luisa Forino (harmonia) i Alfonso Thibauda (fortepian). Następnie studiował kompozycję w Paryżu u Alberta Roussela. Od 1916 roku był przewodniczącym Asociación Wagneriana, doprowadził do powołania instytutu sztuk pięknych przy Universidad Nacional de La Plata. Dyrygował w Teatro Colón. W 1924 roku założył Conservatorio Nacional de música y arte escénico, którym kierował do 1948 roku. Po śmierci kompozytora uczelnia ta została nazwana jego imieniem.
W swojej twórczości czerpał z argentyńskiej muzyki ludowej, wykorzystywał elementy popularnych tańców argentyńskich. Jego kompozycje cechują się melodyjnością, harmonika oparta jest na wzorcach romantycznych i impresjonistycznych.

## Ważniejsze kompozycje
(na podstawie materiałów źródłowych)

### Utwory orkiestrowe
- poemat symfoniczny Escenas argentinas (1920)

### Pieśni na głos i fortepian
- 6 canciones argentinas (1924)
- 5 canciones argentinas (1935)

### Opery
- El sueño de Alma (1914)
- Madame Lynch (1932)
- La Perichona (1933)
- Amalia (1935)

### Muzyka do sztuk scenicznych
- Romeo y Julieta (1934)